# Округ Мејз (Оклахома)
Мејз (енгл. Mayes County) је округ у америчкој савезној држави Оклахома.

## Демографија
По попису из 2010. године број становника је 41.259, што је 2.89 (7,5%) становника више него 2000. године.
| Група             | 2000.          | 2010.          |
| Белци             | 27.373 (71,3%) | 27.590 (66,9%) |
| Афроамериканци    | 115 (0,3%)     | 169 (0,4%)     |
| Азијати           | 108 (0,3%)     | 147 (0,4%)     |
| Хиспаноамериканци | 718 (1,9%)     | 1.097 (2,7%)   |
| Укупно            | 38.369         | 41.259         |